# Закрути Міссурі
Закрути Міссурі (англ. The Missouri Breaks) — американський вестерн 1976 року.

## Сюжет
Для захисту своєї родини і боротьби з конокрадами власник ранчо Девід Брекстон наймає жорстокого й цинічного вбивцю-психопата Клейтона. У жорсткому двобої з ним конокрад Том Логан захищає не тільки своє життя, а й саме право на життя і свободу від руйнівної сили влади.

## У ролях
| Актор             | Роль           |
| ----------------- | -------------- |
| Марлон Брандо     | Лі Клейтон     |
| Джек Ніколсон     | Том Логан      |
| Ренді Куейд       | Маленький Тод  |
| Кетлін Ллойд      | Джейн Брекстон |
| Фредерік Форрест  | Кері           |
| Гаррі Дін Стентон | Келвін         |
| Джон Макліам      | Девід Брекстон |
| Джон П. Райан     | Сі             |
| Сем Гілман        | Хенк Рейт      |
| Стів Франкен      | Самотній Малюк |